# Хаммерсли, Родольфо
Родольфо Хаммерсли Хемпель (исп. Rodolfo Hammersley Hempel; род. 10 июня 1889, Вальпараисо — не ранее 1940) — чилийский легкоатлет, участвовавший в Летних Олимпийских играх 1912 года. Отец теннисиста Андреса Хаммерсли и горнолыжника Артуро Хаммерсли.
Родольфо практиковался в разных видах спорта. Впервые он привлёк к себе внимание в 1908 году, выиграв в Сантьяго соревнования в метании копья с результатом 37 метров, опередив своего единственного соперника на 9 метров.
В 1910 году на так называемых Олимпийских играх Столетия (исп. Juegos Olímpicos del Centenario), проходивших в Буэнос-Айресе в честь столетия Майской революции в Аргентине, Хаммерсли выиграл пять дисциплин — бег на 100 метров, прыжки в высоту (1,71 м), прыжки в длину (6,09 м), прыжки в длину с места (2,84 м) и прыжки с шестом (2,81 м); сверх того, он завоевал две серебряные медали и одну бронзовую. 100-метровку он пробежал за 10,8 секунды (10 и 4/5, в тогдашней системе записи результатов), что на тот момент соответствовало мировому рекорду.
На Летних Олимпийских играх 1912 года, дебютных для команды Чили, стал 13-м и 28-м в прыжке в высоту с места.
На Чемпионате Южной Америки по легкой атлетике в 1918 году — неофициальном турнире — получил первое место в метании диска и второе — молота.
Принимал участие в Олимпийских играх 1928 года в Амстердаме как официальный делегат Чили и в Олимпийских играх 1936 года в Берлине как судья.
Помимо занятий спортом работал оптометристом, унаследовав это занятие от своего отца Роберто Хаммерсли, основавшего в 1880 г. магазин «Современная оптика» в Вальпараисо.